# Pyroteuthidae
Pyroteuthidae Pfeffer, 1912 è una famiglia di molluschi cefalopodi decapodi appartenenti all'ordine Oegopsida.

## Descrizione
I Pyroteuthidae sono cefalopodi di piccole dimensioni nei quali il mantello misura al massimo 5 cm. La punta posteriore del mantello termina in una coda non allungata ma rigida grazie a un'estensione aghiforme del gladio. Le pinne sono prossime all'estremità posteriore del corpo, che lasciano scoperta, hanno lobi posteriori liberi. Sono dotati di fotofori che sono presenti sui visceri, sui tentacoli e sui globi oculari mentre sono assenti dal mantello, l'imbuto, le braccia e la testa. Le braccia sono armate di uncini, in numero variabile, le clave tentacolari portano uncini solo nel genere Pyroteuthis. Il maschio è dotato di ectocotile, che deriva dalla trasformazione del quarto braccio. I tentacoli hanno un restringimento e una piega angolare presso la base. Sacca del'inchiostro presente, inglobata nella massa viscerale. 

## Distribuzione e habitat
Sono cosmopoliti nelle zone tropicali e temperate compreso il mar Mediterraneo dove si trovano Pyroteuthis margaritifera e Pterygioteuthis giardi . Sono tra i più comuni cefalopodi pelagici a livello globale. Le paralarve e gli immaturi sono epipelagici mentre gli adulti sono mesopelagici ed effettuano migrazioni nictemerali. 

## Biologia
I fotofori hanno diverse funzioni, tra cui confondere i predatori rendendo più difficile individuare l'animale da sotto. La durata della vita è molto breve, per esempio la longevità di Pyroteuthis margaritifera non supera i 78 giorni.

## Tassonomia
Comprende 2 generi che precedentemente erano classificati nella famiglia Enoploteuthidae. Fino al 1988 questa famiglia era infatti considerata sottofamiglia di Enoploteuthidae.
- genere Pterygioteuthis P. Fischer, 1896
  - Pterygioteuthis gemmata Chun, 1908
  - Pterygioteuthis giardi P. Fischer, 1896
  - Pterygioteuthis hoylei (Pfeffer, 1912)
  - Pterygioteuthis microlampas Berry, 1913
- genere Pyroteuthis Hoyle, 1904
  - Pyroteuthis addolux Young, 1972
  - Pyroteuthis margaritifera (Rüppell, 1844)
  - Pyroteuthis serrata Riddell, 1985